# Edifici del Banc d'Espanya (Barcelona)
L'Edifici del Banc d'Espanya es troba a la Plaça de Catalunya i l'Avinguda del Portal de l'Àngel de Barcelona. Com que no està catalogat, li correspon la categoria D (bé d'interès documental) atorgada per defecte a tots els edificis del districte de Ciutat Vella.

## Història
El 5 de novembre del 1874, el Banc d'Espanya va obrir una sucursal al carrer Ample, 2 de Barcelona, en un edifici propietat de Manuel Girona, director i promotor del Banc de Barcelona. El 1892 s'instal·là, en règim de lloguer, al Palau Marc de la Rambla, i el 1932, es va traslladar a l'Avinguda de la Catedral.
El 1955 es va inaugurar l'actual seu, projectada per l'arquitecte Juan de Zavala Lafora (Pamplona, 1902-1970).

## Descripció
Consta de 10 plantes sobre el terra i tres soterranis i és considerat com una de les primeres grans estructures de formigó armat de la ciutat. El cos del xamfrà, on hi ha l'entrada, és més alt i de perfil semicircular. El parament és de granit a la planta baixa i de pedra de Montjuïc a la resta, i té elements decoratius al·lusius a diversos sectors productius i un seguit de torxes mercurials de bronze.
En una fornícula hi ha la imatge d'un àngel, realitzada el 1957 per Ángel Ferrant (Madrid, 1891-1961), a partir d'una proposta d'Eugeni d'Ors. Al pati d'operacions hi ha dos murals del pintor Josep Maria Sert.

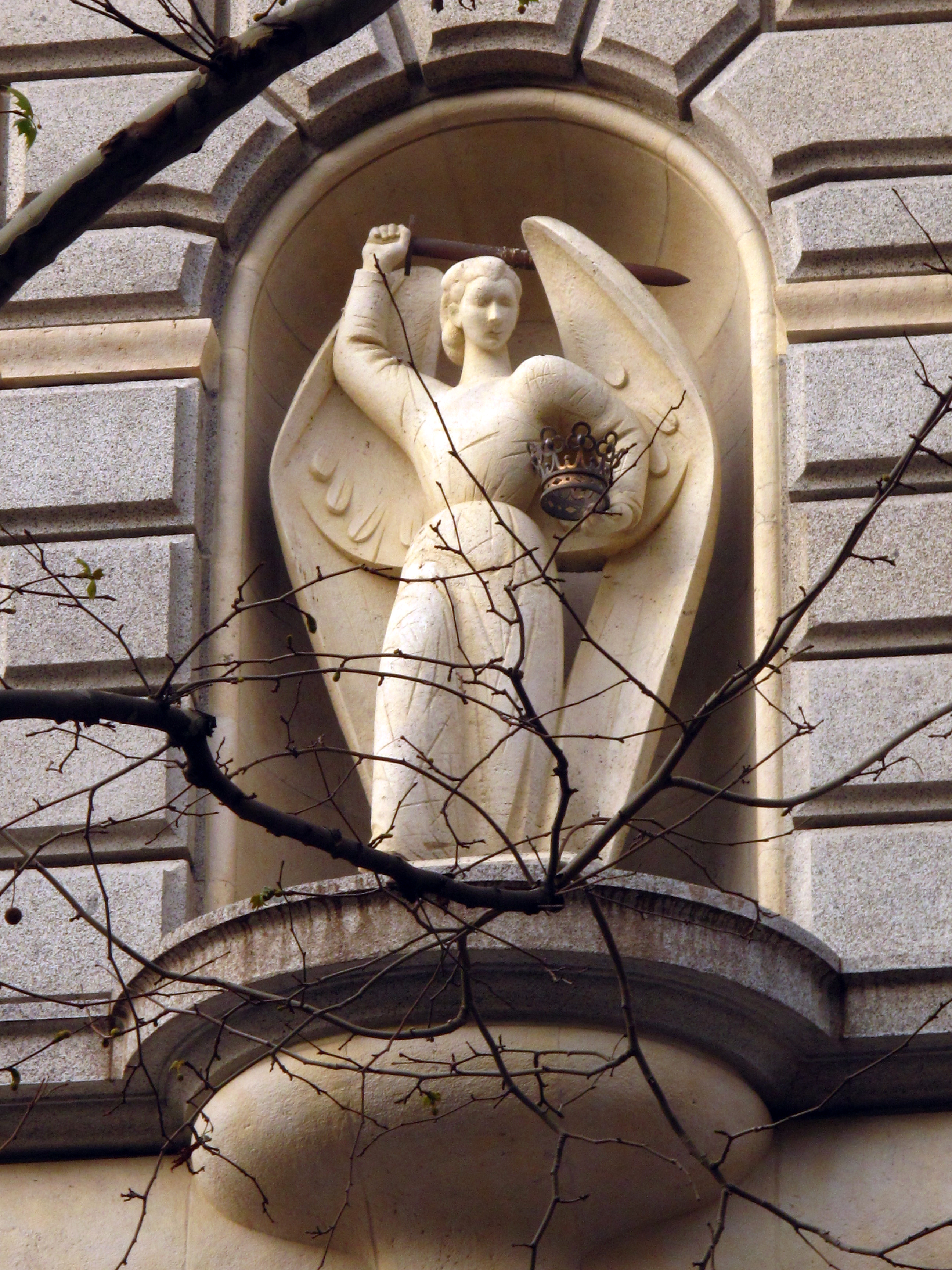
Àngel